# Эслер, Ирен Элизабет
Ирен Элизабет Эслер (англ. Irene Elizabeth Esler; 15 июня 1908, Перт — 24 октября 1999, Мельбурн) — австралийская танцовщица

, продюсер и хореограф.

## Биография
Ирен Элизабет Эслер родилась в Перте в семье кузнеца Уильяма Стэммерса и костюмерши Маргарет Доры Эслер. В Театре его Величества, где работала её мать, Ирен ещё ребенком начала выступать в драматических шоу и мюзиклах Джеймса Уильямсона под псевдонимом «Малышка Эслер». Вращаясь в театральных кругах, Эслер получила возможность бесплатно обучаться танцам у приглашённых из-за рубежа танцоров, благодаря чему она в начале 1920-х годов стала выступать на профессиональной сцене. Работу танцовщицей Эслер совмещала с получением музыкального образования в школе Святого Иосифа, где после нескольких лет обучения пению и игре на фортепиано она сдала экзамены приглашённым из Лондона преподавателям музыкального Тринити-колледжа. Полученные знания Эслер начала применять в своих гастрольных турах, сперва выступая с водевилем «Тиволи» в восточных штатах Австралии, а затем участвуя в благотворительных постановках по всему континенту.
На момент совершеннолетия, Эслер уже прославилась в Перте как преподаватель, организатор концертов и победительница нескольких музыкальных конкурсов. В 1930 году ей впервые удалось попробовать себя в роли продюсера, а спустя три года открыть собственную танцевальную школу при театре Луксор. Как хореограф, Эслер проявляла себя не только в своей школе, но и за её пределами при постановке многочисленных драматических и варьете-шоу. 11 мая 1936 года Эслер вышла замуж за Джеральда Макморроу, своего напарника по танцевальным соревнованиям, с которым они неоднократно выигрывали чемпионат штата по профессиональным бальным танцам. Вскоре после свадьбы они отправились в Лондон, где были награждены дипломами Императорского общества учителей танцев. В августе 1948 года после развода с мужем, Эслер с двумя дочерьми, появившимися в браке, переехала в Сидней, где открыла гостиницу типа Bed and breakfast.